# Sheykh Kolā
Sheykh Kolā (persiska: شيخ كلا) är en ort i Iran.   Den ligger i provinsen Mazandaran, i den norra delen av landet, 170 km nordost om huvudstaden Teheran. Sheykh Kolā ligger 16 meter över havet och antalet invånare är 484.
Terrängen runt Sheykh Kolā är platt åt nordväst, men åt sydost är den kuperad. Runt Sheykh Kolā är det ganska tätbefolkat, med 111 invånare per kvadratkilometer. Närmaste större samhälle är Sari, 5,2 km öster om Sheykh Kolā. Runt Sheykh Kolā är det i huvudsak tätbebyggt.